# Mostuéjouls
Mostuéjouls är en kommun i departementet Aveyron i regionen Occitanien i södra Frankrike. Kommunen ligger  i kantonen Peyreleau som ligger i arrondissementet Millau. År 2022 hade Mostuéjouls 329 invånare.

## Befolkningsutveckling
Antalet invånare i kommunen Mostuéjouls
Referens: INSEE